# لیکوما (مالاوی)
لیکوما (به لاتین: Likoma) یک منطقهٔ مسکونی در مالاوی است که در بخش لیکوما واقع شده‌است.